# Шандор Кочиш
Шандор Кочиш (на унгарски: Sándor Kocsis) е бивш унгарски футболист, централен нападател. Най-известен като футболист на Хонвед (Будапеща) и Барселона. Има 68 мача и 75 гола за националния отбор на Унгария. Част от златния състав на тима, наречен „Магическите маджари“, финалисти на Мондиал 1954. Кочиш е голмайстор на шампионата на планетата в Швейцария с 11 гола и първият футболист с два хеттрика на световно първенство. Наричан е „Златната глава“.

## Клубна кариера
Дебютира с екипа на Ференцварош през 1947 г. в мач срещу Кишпещ. Бързо се утвърждава като централен нападател на тима на мястото на емигриралия в Чехословакия Ласло Кубала. През 1949 г. става за първи път шампион на страната, като вкарва 33 гола в шампионата и си партнира с играчи като Ференц Деак и Золтан Цибор. Като благодарност за престоя си в клуба, Кочиш получава собствен ресторант. Общо изиграва 80 мача, в които вкарва 79 гола.
През 1950 г. е призован в армията и преминава в армейския отбор Хонвед. Още в първия си сезон вкарва 24 гола само за 15 мача и печели шампионската титла. През 1951 г. Хонвед остава втори в шампионата, но Кочиш става голмайстор на първенството с 30 гола. Партнорството на Шандор с Ференц Пушкаш в атака няма конкуренция както на клубно, така и на международно ниво. През 1952 г. Кочиш отново е голмайстор на лигата, а Хонвед вдига шампионската титла. В състава на унгарските армейци нападателят е петкратен шампион на Унгария и трикратен голмайстор в първенството.
През есента на 1956 г. избухва Унгарското въстание и Хонвед е разформирован като подкрепящ комунистическия режим. Голяма част от играчите емигрират, включително и Кочиш. Тимът на бежанците играе приятелски мачове в цяла Европа, докато футболистите си намерят нови клубове. Кочиш се установява в Швейцария, където играе за Йънг Фелоулс.
През 1958 г. по препоръка на Ласло Кубала Кочиш и Золтан Цибор подписват с Барселона. В първия си сезон за каталунците унгарското дуо печели златен дубъл – шампионската титла и националата купа. През сезон 1959/60 Барселона защитава титлата си, но Кочиш изиграва само 9 мача, в които вкарва 3 гола. Същата година печели и Купа на панаирните градове. Унгарецът помага на тима да достигне финал в Купата на европейските шампиони през 1961 г., но каталунците губят от Бенфика. Завършва кариерата си през 1965 г.

## Национален отбор
Дебюрира за националния отбор на Унгария през 1948 г. в мач с Румъния, завършил 9:0 за „маджарите“. Две от попаденията са дело на Кочиш. Шандор става част от поколението на „магическите маджари“, което не допуска загуба в официални срещи в продължение на 32 мача за период от 4 години и 1 месец. През 1952 г. е в основата на спечелването на олимпийската титла на футболния турнир в Хелзинки.
През 1954 г. става световен вицешампион, като Унгария губи финала от тима на ФРГ. Кочиш става голмайстор на турнира с 11 гола, което тогава е рекорд за най-много вкарани голове на един турнир и става първият футболист, вкарал два хеттрика на световно първенство. Нападателят попада в идеалния отбор на турнира и получава Сребърна топка за втория най-добър играч на турнира.
За националния отбор на Унгария записва 68 мача и вкарва 75 гола.

## Треньорска кариера
По време на престоя си в Йънг Фелоулс е играещ треньор. През 1972 г. поема Еркулес и води тима от Аликанте в продължение на два сезона. През 1974 г. се оттегля поради здравословни проблеми.
Шандор Кочиш остава в Испания до края на живота си през 1979 г.

## Успехи

### Клубни
- Шампион на Унгария – 1949, 1950, 1952, 1954, 1955
- Шампион на Испания – 1959, 1960
- Купа на Испания – 1959, 1963
- Купа Митропа – 1953
- Купа на панаирните градове – 1960

### Международни
- Олимпийски шампион – 1952
- Световен вицешампион – 1954

### Индивидуални
- Голмайстор на унгарската Лига 1 – 1951, 1952, 1954
- Голмайстор на световно първенство – 1954 (11 гола)
- Футболист на годината в Унгария – 1954